# Bernd Haunfelder
Bernd Michael Haunfelder (né le 17 février 1951 à Wurtzbourg) est un historien et publiciste allemand.
Il est un spécialiste reconnu au niveau national pour le traitement biographique du parlementarisme allemand et de ses partis ainsi qu'un expert de l'histoire de la ville de Münster. Ses publications, en particulier sur l'aide humanitaire de la Suisse dans la période d'après-guerre, l'ont fait connaître à un large lectorat suisse.

## Biographie
Bernd Haunfelder est le fils du dentiste et plus tard professeur d'université David Haunfelder (de) (1912-1989). Le politicien prussien Friedrich Althoff est l'un de ses ancêtres. Il vit à Münster depuis 1966, où il étudie l'histoire et l'allemand à l'Université de Münster.
Après avoir obtenu un Magister Artium (MA) et le premier examen d'État pour le poste d'enseignant supérieur dans les matières d'histoire et d'études allemandes (1977), Bernd Haunfelder est directeur du musée de la vallée de la Ruhr (de) à Schwerte de 1977 à 1978. En 1982, il obtient son doctorat à l'Université de Münster avec la thèse Les élections politiques dans le district administratif de Münster. 1848–1867. De 1984 à 1999, il travaille comme auteur de la Commission d'histoire du parlementarisme et des partis politiques à Bonn.
Bernd Haunfelder est membre de l'équipe éditoriale de la Westfälische Nachrichten d'Aschendorff Verlag de 1983 à 2011 et écrit des articles sur l'histoire locale et contemporaine. Pendant de nombreuses années, il est responsable de la rédaction des articles scientifiques sur la patrie Auf Rote Erde, un supplément mensuel au Westfälische Nachrichten. Pour cette raison, ainsi que pour ses nombreux livres sur Münster et le Münsterland, qui sont pour la plupart également publiés par Aschendorff, il est connu d'un large public et contribue de manière significative à la réputation de la maison d'édition Münster. Ces titres scientifiques pour la plupart populaires et richement illustrés, dont certains ont vu plusieurs éditions, incluent Münster et le Münsterland dans les premières photographies. 1841-1900 (1988), Münster. Histoire en photos (1991) - l'un des livres les plus vendus sur l'histoire de la ville - et Münster. La période d'après-guerre 1945-1965. Images et chronique (1993). Haunfelder est également impliqué dans des livres sur Clemens August von Galen et Constantin Heereman von Zuydtwyck (de). Haunfelder est connu dans la région comme conseiller historique et courtier de connaissances pour de nombreuses institutions et particuliers.
En 2006, pour marquer le 60e anniversaire de l'État, il publie le manuel biographique Rhénanie du Nord-Westphalie - Terre et peuple. 1946-2006. En outre, il effectue également des recherches dans l'histoire des relations germano-suisses, en particulier la représentation de l'aide humanitaire suisse acquise après la guerre. Les volumes Kinderzüge in die Schweiz - Die Deutschlandhilfe des Schweizerischer Red Cross 1946–1956 (2007) et Not und Hope - Deutsche Kinder und die Schweiz 1946–1956 (2008) ont beaucoup retenu l'attention des médias et sont publiés dans plus de 40 journaux en Allemagne et en Suisse souvent présenté en pleine page. Bon nombre des personnes impliquées à l'époque se sont alors exprimées et ont rendu compte de leurs expériences positives. Les Suisses ont également vu les publications de Haunfelder comme des remerciements tardifs pour leur engagement à l'époque.
Bernd Haunfelder se consacre consacré au sujet des reportages diplomatiques des ambassades suisses dans les pays germanophones. En 2012 et 2014, il publie au Centre de recherche sur les documents diplomatiques de la Suisse à Berne les volumes Aus Adenauers Nähe. La correspondance politique de l'ambassade de Suisse en République fédérale d'Allemagne 1956–1963 et l'Autriche entre les puissances. Le rapport politique de la représentation suisse à Vienne 1938–1955. En 2017, Aschendorff-Verlag publie La RDA du point de vue des diplomates suisses 1982–1990. Rapports politiques de Berlin-Est. En 2001, il publie le volume Humanitaire et Diplomatie - La Suisse à Cologne 1940-1949 avec Markus Schmitz. Dans les rapports jusque-là largement inédits du consul général de Suisse à Cologne et ami proche du futur chancelier Konrad Adenauer, Franz-Rudolf von Weiss (de), à l'ambassade de Berlin de son pays ou au Département politique fédéral à Berne, le 24 juin 1942, une référence précoce au meurtre des Juifs en Orient.
Les évaluations biographiques de Haunfelder sur le parlementarisme allemand et les partis reçoivent une attention nationale. Ces images de vie d'hommes politiques allemands, modestement appelées «manuels biographiques», qui représentent le véritable travail de sa vie scientifique et qu'il écrit en tant que chercheur scientifique privé parallèlement à son activité professionnelle, sont pour la plupart publiées par Droste Verlag à Düsseldorf. Les ouvrages standards sont le Biographisches Handbuch pour la Chambre des représentants prussienne 1849–1867 (1994), les membres du Reichstag du Zentrum 1871–1933 (1999) et Les membres libéraux du Reichstag allemand 1871–1918 (2004). Haunfelder, par exemple, inclut des membres du Reichstag du Parti du Zentrum dans les biographies. 754 membres qui appartenaient à la faction du Reichstag du centre entre 1871 et 1933, et aux membres libéraux du Reichstag allemand 1871–1918. 979 membres des différents groupes parlementaires libéraux. Avec le volume Les membres conservateurs du Reichstag allemand 1871–1918, publié en 2009 et contenant 549 biographies, le chercheur parlementaire conclut sa série de récits biographiques du Reichstag.
En outre, Haunfelder traite également avec des parlementaires contemporains: depuis 2003, il est pigiste pour le magazine allemand du Bundestag Das Parlament, et est responsable de la section régulière de la Personalia des anciens membres du Bundestag.
En 2006, Bernd Haunfelder reçoit l'ordre du Mérite de la République fédérale d'Allemagne pour ses recherches méticuleuses sur les bases biographiques du parlementarisme allemand. Puisque ses publications sur l'aide humanitaire suisse, qui rencontrent un intérêt inhabituellement élevé en Allemagne, ont contribué à améliorer les relations bilatérales entre l'Allemagne et la Suisse.

## Travaux
- Die politischen Wahlen im Regierungsbezirk Münster. 1848–1867. Dissertation. 2 Bände, Münster 1982  (ISBN 3-7923-0483-X).
- Wahlen und Wahlverhalten im Kreis Warendorf 1848/49. Ein Beitrag zur Frühgeschichte des deutschen Parlamentarismus. Schnellsche Buchhandlung, Warendorf 1982, (ISBN 3-87716-980-3) édité erroné.
- 150 Jahre Verein der Kaufmannschaft zu Münster von 1835. Aschendorff, Münster 1985,  (ISBN 3-402-05713-1).
- als Mitbearbeiter: Preußische Parlamentarier. Ein Photoalbum 1859–1867. (= Photodokumente zur Geschichte des Parlamentarismus und der politischen Parteien). Droste, Düsseldorf 1986,  (ISBN 3-7700-5134-3).
- Münster und das Münsterland in frühen Photographien. 1841–1900. Aschendorff, Münster 1988 (2. Auflage, Aschendorff, Münster 1991,  (ISBN 3-402-05208-3).
- Phönix aus der Asche. Zum Untergang und Wiederaufbau des Rathauses von Münster. Aschendorff, Münster 1988,  (ISBN 3-402-05209-1).
- als Bearbeiter mit Klaus Erich Pollmann: Reichstag des Norddeutschen Bundes 1867–1870. Historische Photographien und biographisches Handbuch. (= Photodokumente zur Geschichte des Parlamentarismus und der politischen Parteien. Band 2). Droste, Düsseldorf 1989,  (ISBN 3-7700-5151-3).
- Münster. Geschichte in Bildern. Aschendorff, Münster 1991 (3., aktualisierte Auflage. Aschendorff, Münster 2007,  (ISBN 978-3-402-05201-3).
- mit Ute Olliges und Thomas Pago [Redaktion und Koordination]: Münster. Stadt des Westfälischen Friedens. RV-Verlag, Berlin, Gütersloh, Leipzig, München, Potsdam und Stuttgart 1992,  (ISBN 3-575-22068-9) (7., überarbeitete und aktualisierte Auflage. zusammen mit Ute Olliges-Wieczorek, Aschendorff, Münster 2015,  (ISBN 978-3-402-05364-5).
- Münster. Die Nachkriegszeit 1945–1965. Bilder und Chronik. Aschendorff, Münster 1993,  (ISBN 3-402-05106-0).
- Biographisches Handbuch für das Preußische Abgeordnetenhaus. 1849–1867. (= Handbücher zur Geschichte des Parlamentarismus und der politischen Parteien. Band 5). Droste, Düsseldorf 1994,  (ISBN 3-7700-5181-5).
- als Mitverfasser: Die Promenade in Münster. Vom Festungsring zum Grüngürtel. Bilder aus drei Jahrhunderten. Aschendorff, Münster 1994,  (ISBN 3-402-05107-9).
- mit Wolfgang Weikert und Winfried Daut [Red.]: Café Schucan – eine Legende. Aschendorff, Münster 1995,  (ISBN 3-402-05266-0).
- 1796–1996 – Zweihundert Jahre Zwei-Löwen-Klub zu Münster. Aschendorff, Münster 1996
- mit Franz-Josef Budde und Gisbert Strotdrees (de): Constantin Freiherr Heereman von Zuydtwyck (de). Festschrift. Landwirtschaftsverlag, Münster-Hiltrup 1997,  (ISBN 3-7843-2864-4).
- mit Rolf Schorfheide: Westfalen. Zwei Jahrhunderte in Bildern. Von der preußischen Provinz 1815 bis in die Gegenwart. Aschendorff, Münster 1999,  (ISBN 3-402-05357-8).
- Reichstagsabgeordnete der Deutschen Zentrumspartei. 1871–1933. Biographisches Handbuch und historische Photographien. (= Photodokumente zur Geschichte des Parlamentarismus und der politischen Parteien. Band 4). Droste, Düsseldorf 1999,  (ISBN 3-7700-5223-4).
- Das Windthorst-Album von 1874. In: Westfalen – Hefte für Geschichte und Volkskunde 74 (1999), S. 113–141, m. Abb.
- als Herausgeber mit Dorle Neumann: Momente des Jahrhunderts. Ereignisse, Wendepunkte, Persönlichkeiten. Aschendorff, Münster 2000,  (ISBN 3-402-05262-8).
- Münster. Wiederaufbau und Wandel. Aschendorff, Münster 2000,  (ISBN 3-402-05171-0).
- mit Markus Schmitz: Humanität und Diplomatie. Die Schweiz in Köln 1940–1949. Aschendorff, Münster 2001,  (ISBN 3-402-05385-3).
- 25 Jahre Thiekötter-Druck. 125 Jahre Firmen- und Familiengeschichte. Thiekötter-Druck, Münster 2002.
- mit Rolf Elsner und Volker Grosse: Haus & Grund – 100 Jahre Bauen & Wohnen in Münster. Haus- und Grundeigentümerverein Münster-Stadt und -Land e. V. Haus- und Grundeigentümerverein Münster-Stadt und -Land, Münster 2003,  (ISBN 3-00-012615-5).
- Die liberalen Abgeordneten des Deutschen Reichstags 1871–1918. Ein biographisches Handbuch. Aschendorff, Münster 2004,  (ISBN 3-402-06614-9).
- mit Axel Schollmeier: Die fetten Jahre. Münster 1957 bis 1968 in Fotos von Willi Hänscheid. Aschendorff, Münster 2004,  (ISBN 3-402-06520-7).
- Stuhlmacher. Ein Haus, ein Name, Erinnerungen. Aschendorff, Münster 2004,  (ISBN 3-402-06901-6).
- mit Axel Schollmeier: Kardinal von Galen – Triumph und Tod. Fotos seiner letzten Lebenstage. Aschendorff, Münster 2005,  (ISBN 3-402-00395-3).
- Nordrhein-Westfalen – Land und Leute. 1946–2006. Ein biographisches Handbuch. Aschendorff, Münster 2006,  (ISBN 3-402-06615-7).
- mit Wibke Becker und Axel Schollmeier: Die Wunderjahre. Münster in Fotos 1950 bis 1958. Aschendorff, Münster 2006,  (ISBN 3-402-00424-0).
- mit Edda Baußmann und Axel Schollmeier: „Ein wunderherrliches Werk“. Die Feierlichkeiten zum Wiederaufbau des Domes in Münster 1956. Aschendorff, Münster 2006,  (ISBN 3-402-00428-3).
- Kinderzüge in die Schweiz. Die Deutschlandhilfe des Schweizerischen Roten Kreuzes 1946–1956. Aschendorff, Münster 2007,  (ISBN 978-3-402-12730-8).
- Not und Hoffnung. Deutsche Kinder und die Schweiz 1946–1956. Aschendorff, Münster 2008,  (ISBN 978-3-402-12776-6).
- mit Barbara Rommé und Axel Schollmeier: Ein Geschenk an die Stadt: Das Rathaus in Münster. Der Wiederaufbau 1948–1958. Aschendorff, Münster 2008,  (ISBN 978-3-402-12778-0).
- Die konservativen Abgeordneten des Deutschen Reichstags 1871–1918. Ein biographisches Handbuch. Aschendorff, Münster 2010,  (ISBN 978-3-402-12829-9).
- 175 Jahre Verein der Kaufmannschaft zu Münster. Aschendorff, Münster 2010,  (ISBN 978-3-402-12841-1).
- Schweizer Hilfe für Deutschland 1917–1933 und 1944–1957. Aufrufe, Berichte, Briefe, Erinnerungen, Reden. Aschendorff, Münster 2010,  (ISBN 978-3-402-12870-1).
- Zwischen Domplatz und Prinzipalmarkt. 190 Ausflüge in die Stadtgeschichte. Aschendorff, Münster 2011,  (ISBN 978-3-402-12934-0).
- mit Andreas Lechtape (de) (Fotos): Münsterland. Verlag Aschendorff, Münster 2016,  (ISBN 978-3-402-12945-6). (deutsch/englisch)
- 250 Jahre Druckhaus Aschendorff 1762–2012. Verlag Aschendorff, Münster 2012,  (ISBN 978-3-402-13004-9).
- als Herausgeber: Aus Adenauers Nähe. Die politische Korrespondenz der Schweizerischen Botschaft in der Bundesrepublik Deutschland 1956–1963. (= Diplomatische Dokumente der Schweiz. Quaderni di Dodis. Band 2). DDS, Bern 2012,  (ISBN 978-3-906051-05-5). DOI 10.5907/Q2
- als Herausgeber: Österreich zwischen den Mächten. Die politische Berichterstattung der schweizerischen Vertretung in Wien 1938–1955. (= Diplomatische Dokumente der Schweiz. Quaderni di Dodis. Band 4). DDS, Bern 2014,  (ISBN 978-3-906051-16-1). DOI 10.5907/Q4
- Münster. Illustrierte Stadtgeschichte. Aschendorff, Münster 2015 (vordatiert auf 2016),  (ISBN 978-3-402-13145-9).
- Münster. Kleine Stadtgeschichte. Aschendorff, Münster 2016,  (ISBN 978-3-402-13185-5).
- mit Andreas Lechtape (de) (Fotos): Münster. Stadt – Geschichte – Kultur. 2. Auflage, Aschendorff, Münster 2018,  (ISBN 978-3-402-13211-1).
- als Herausgeber und Mitverfasser: Die DDR aus Sicht schweizerischer Diplomaten 1982–1990. Politische Berichte aus Ost-Berlin. Aschendorff, Münster 2017,  (ISBN 978-3-402-13243-2).
- „Inmitten vieler Sorgen eine große Freude“. Bexbachs unbekannter Ehrenbürger Heinrich Brüning. In: Saarpfalz Jahrbuch 2017, S. 66–72,  (ISSN 1869-764X).
- mit Andreas Lechtape (Fotos): Münster − Auf einen Blick/Münster − At a Glance. Aschendorff, Münster 2017,  (ISBN 978-3-402-13285-2).
- Die Rektoren, Kuratoren und Kanzler der Universität Münster 1826–2016. Ein biographisches Handbuch (= Veröffentlichungen des Universitätsarchivs Münster. Band 14), Aschendorff, Münster 2020,  (ISBN 978-3-402-15897-5).
- „Wir sind dankbar, dass wir dieses Werk vollbringen durften.“ – Saarbrücken und die Deutschlandhilfe der Schweiz und Irlands 1946 bis 1948. In: Das Danke-Buch aus Saarbrücken, 1946. Eine Erinnerung an den Hungerwinter. Zeichnungen, Briefe und Gedichte von Mädchen in der Nachkriegszeit. Herausgegeben von Tony O’Herlihy u. a. (= KONTEXT. Kunst – Vermittlung – Kulturelle Bildung. Band 24). Tectum Verlag, Baden-Baden 2020, S. 17–34,  (ISBN 978-3-8288-4471-1).